# Andreolo Giustiniani

Stemma Giustiniani

Andreolo Giustiniani (Chio, 1385 – Chio, 1456) è stato un antiquario e scrittore italiano.

## Biografia
Genovese di Chio, allora colonia della Superba, il Giustiniani fu un antiquario ed intellettuale umanista.
Figlio Niccolò e Brancaleona Grimaldi, il Giustiniani era membro dell'omonimo albergo, del ramo de Banca. Risiedette per tutta la vita ad Chio, membro autorevole della locale "maona". Si sposò con Carenza Longo, dalla quale ebbe tredici figli.
La sua attività di antiquario, sia librario che di antichi reperti greci, gli permise di entrare in contatto con numerose personalità della cultura italiana, tra cui Ambrogio Traversari, Ciriaco d'Ancona, Giacomo Iacopo Bracelli, Poggio Bracciolini e Niccolò Niccoli.
Su richiesta dell'amico Iacopo Bracelli, compose la Relazione dell'attacco e difesa di Scio, che narra, usando un linguaggio epico ispirato anche alle opere di Dante e dell'Ariosto, l'assedio posto dai veneziani alla colonia genovese di Chio, nel mare Egeo. L'assedio si concluse con la vittoria dei liguri ed il ritiro dei veneziani.
Suo nipote fu Agostino Giustiniani, vescovo ed intellettuale genovese.

## Opere
- Relazione dell'attacco e difesa di Scio